# Rancho Cucamonga
Rancho Cucamonga es una ciudad del condado de San Bernardino, California, Estados Unidos. En el censo de 2000, la ciudad tenía una población total de 127,743 personas. En el censo de 2010 la ciudad tiene una población de 165,269 personas. En 2017 se estima que esta cifra es de 176,534. En 2006, la revista Money posicionó a Rancho Cucamonga en la posición 42 de su lista de mejores lugares para vivir en los Estados Unidos. L. Dennis Michael es el alcalde la ciudad desde 2011.
La ciudad fue incorporada en 1977, como resultado de una fusión entre las comunidades no incorporadas de Loma Alta, Cucamonga, y Etiwanda.

## Geografía
Rancho Cucamonga está localizada en las coordenadas 34°7′24″N 117°34′46″O / 34.12333, -117.57944 (34.123345, -117.579404), a 39 millas (62,8 km) al este de Los Ángeles. 
Según la Oficina del Censo de los Estados Unidos, la ciudad tenía un área total de 97.0 km² (37.5 mi²). 97.0 km² (37.5 mi²) es tierra y el 0.03% es agua.

## Demografía
Conforme al censo de 2000, había 127,743 personas, 40,863 hogares, y 31,832 familias residiendo en la ciudad. La densidad poblacional era de 1,317.0/km² (3,411.4/mi²). Había 42,134 casas unifamiliares en una densidad de 434.4/km² (1,125.2/mi²). La demografía de la ciudad era del 63.13% caucásica, 27.78% hispana o latinos de cualquier raza, 13.25% de otras razas,8.48% afroamericanos, 6.39% asiáticos, 5.41% multiraciales, 0.72% amerindios, y el 0.27% isleños del pacífico.